# Pat Walkden
Patricia Molly „Pat“ Walkden-Pretorius (* 12. Februar 1946 als Patricia Molly Walkden in Bulawayo, Südrhodesien) ist eine ehemalige rhodesisch-südafrikanische Tennisspielerin.

## Karriere
Pat Walkden spielte gemeinsam mit Annette van Zyl im Finale der Internationalen französischen Tennismeisterschaften, die später in French Open umbenannt wurden. Dieses Match verloren sie in zwei Sätzen gegen Françoise Dürr und Gail Sherriff in drei Sätzen. In späteren Jahren erreichte sie zwei weitere Male das Halbfinale im Stade Roland Garros, 1968 an der Seite von van Zyl, 1970 mit Helen Gourlay. Bei den U.S. Championships, die ab dem Folgejahr US Open hießen, stand sie 1967 mit van Zyl im Halbfinale.
Im Einzel war bei den French Open, in Wimbledon und bei den US Open jeweils das Achtelfinale Walkdens bestes Karriereergebnis in einem Einzel eines Grand-Slam-Turniers.
Im Federation Cup trat Walkden sowohl für die rhodesische als auch für die südafrikanische Federation-Cup-Mannschaft an. Für Rhodesien gewann sie 1966 und 1967 in drei Einsätzen zwei ihrer sechs Matches. Zwischen 1972 und 1974 gewann sie für Südafrika 15 von 22 Matches. Beim Federation Cup 1972 war sie mit ihrem Team siegreich, im Finale bezwangen sie die britische Fed-Cup-Mannschaft.

## Familie
1972 heiratete sie ihren Mixed-Partner Quentin Pretorius.

## Finalteilnahmen bei Grand-Slam-Turnieren

### Doppel
| Nr. | Datum        | Turnier                                           | Belag | Partnerin       | Finalgegnerinnen             | Ergebnis |
| --- | ------------ | ------------------------------------------------- | ----- | --------------- | ---------------------------- | -------- |
| 1.  | 3. Juni 1967 | Internationale französische Tennismeisterschaften | Sand  | Annette van Zyl | Françoise Dürr Gail Sherriff | 2:6, 2:6 |